# Spor o Puni de Atacami
Spor o Puni de Atacami (ponekod Tožba o Puni de Atacami) (špansko Litigio de la Puna de Atacama) je bil ozemeljski spor med Argentino, Čilejem in Bolivijo v 19. stoletju glede puščavske planote Puna de Atacama, ki se nahaja na višini 4500 mnm v bližini današnje tromeje med omenjenimi državami.

## Zgodovina
Spor se je pričel med solitrno vojno leta 1879 s čilensko priključitvijo bolivijskega Obalnega departmaja. Istega leta je čilenska vojska okupirala naselje San Pedro de Atacama, današnje središče čilenskega dela Pune de Atacame. Leta 1884 je postalo jasno, da sta Bolivija in njen zaveznik Peru izgubila vojno. Argentina je čilenski vladi sporočila, da je meja v Puni de Atacami še vedno predmet spora med Argentino in Bolivijo. Čile je odgovoril, da je omenjeno območje še vedno v lasti Bolivije. Istega leta je Argentina okupirala mestece Pastos Grandes. 
Bolivija s Čilejem uradnega premirja ni sklenila vse do leta 1904 in Sporazuma o miru in prijateljstvu. Obalni departma je bil v očeh vplivnih bolivijskih politikov že izgubljen, bližnja Puna de Atacama pa se jim je zdela odročna, gorata in puščavska ter tako neprimerna za obrambne operacije. Odločili so se, da jo bodo uporabili za vzvod pri reševanju drugih sporov z zmagovalcema. To je pripeljalo do sklenitve dveh pogodb, v katerih je Bolivija Argentini in Čilu v last predala pretežno sovpadajoča območja:   
- 10. maja 1889 sta argentinski minister Norberto Quirno Costa in bolivijski odposlanec Santiago Vaca Guzmán v Buenos Airesu podpisala tajno pogodbo, v kateri se je Argentina odpovedala svojim ozemeljskm zahtevam v tariškem departmaju v zameno za celotno bolivijsko posest v Puni de Atacami.

- 19. maja 1891 sta Čile in Bolivija podpisala Matta-Reyesov protokol. V slednjem je Bolivija v zameno za odpis nekaj dolgov Čilu v last predala vsa ozemlja, ki jih je okupiral od Pacifiške vojne naprej, vključujoč tista v Puni de Atacami.

2. novembra 1898 sta Argentina in Čile podpisala dva dokumenta, v katerih sta se odločila, da bosta v Buenos Airesu sklicala diplomatsko konferenco med državama, med katero bodo delegati obeh držav začrtali uradne meje med državama.  V primeru, da se o meji ne bi mogli sporazumeti, bi o tem odločala čilenski in argentinski delegat skupaj z ameriškim odposlancem za Argentino Williamom Buchananom. Dogovora po pričakovanjih ni bilo, odločitev o meji pa je tako zapadla na Buchanana in delegata Enriquejem Maca Iverja iz Čileja in Joséja Evarista Uriburuja iz Argentine.
Od skupno 75,000 km2 spornega ozemlja je 64,000 km2 (85%) pripadlo Argentini, 11,000 km2 (15%) pa Čilu.